# Gloster Meteor
Gloster Meteor byl prvním britským proudovým stíhacím letounem a jediným spojeneckým proudovým letounem, který během druhé světové války dosáhl bojových operací. Vývoj Meteoru velmi závisel na průlomových proudových motorech, jejichž průkopníkem byl Frank Whittle a jeho společnost Power Jets. Vývoj letadla začal v roce 1940, ačkoli práce na motorech probíhaly od roku 1936. Meteor poprvé vzlétl v roce 1943 a do služby vstoupil 27. července 1944 u 616. perutě RAF. Ohledně aerodynamiky nebyl nijak sofistikovaným letadlem, ale ukázal se jako úspěšný bojový stíhací letoun. Gloster Meteor F.4 s imatrikulací G-AIDC byl v roce 1946 prvním civilně registrovaným proudovým letadlem na světě. Několik hlavních variant Meteoru začleňovalo technologický pokrok během 40. a 50. let. Vzniklo několik tisíc letounů, které sloužily u Royal Air Force a dalších vzdušných sil a zůstávaly ve službě po několik desetiletí.
Během druhé světové války se Meteor dostal do omezené služby. Meteory královského australského letectva (RAAF) bojovaly za korejské války. Několik dalších uživatelů jako Argentina, Egypt a Izrael nasadilo Meteory v pozdějších lokálních konfliktech. Byly vyvinuty i specializované varianty Meteoru pro fotografický letecký průzkum a noční operace.
Meteor byl také použit pro výzkumné účely a k překonání několika rekordů. 7. listopadu 1945 byl první oficiální rychlostní rekord tryskového letadla stanoven Meteorem F.3 rychlostí 606 mil za hodinu (975 km/h). V roce 1946 byl tento rekord překonán, když Meteor F.4 dosáhl rychlosti 616 mil za hodinu (991 km/h). Další rekordy související s výkonem byly rozděleny do kategorií včetně letové vytrvalosti, stoupavosti a rychlosti. 20. září 1945 se značně upravený Meteor I, poháněný dvěma motory Rolls-Royce Trent, stal prvním zalétaným turbovrtulovým letounem. 10. února 1954 poprvé vzlétl další speciálně upravený Meteor F.8 - “Meteor prone pilot”, určený k testování setrvačných sil a jehož pilot v kokpitu ležel.
V padesátých letech přišly nové proudové letouny, z nichž mělo mnoho šípové křídlo namísto konvenčního přímého a Meteor rychle zastaral. Ve službě u RAF byl Meteor nahrazen novějšími typy jako Hawker Hunter a Gloster Javelin. V roce 2018 byly dva Meteory s imatrikulacemi G-JSMA a G-JWMA v aktivní službě u společnosti Martin-Baker jako testovací zařízení pro vystřelovací sedadlo. Jeden letoun ve Velké Británii zůstává letuschopný, stejně jako jiný další v Austrálii.

## Vývoj

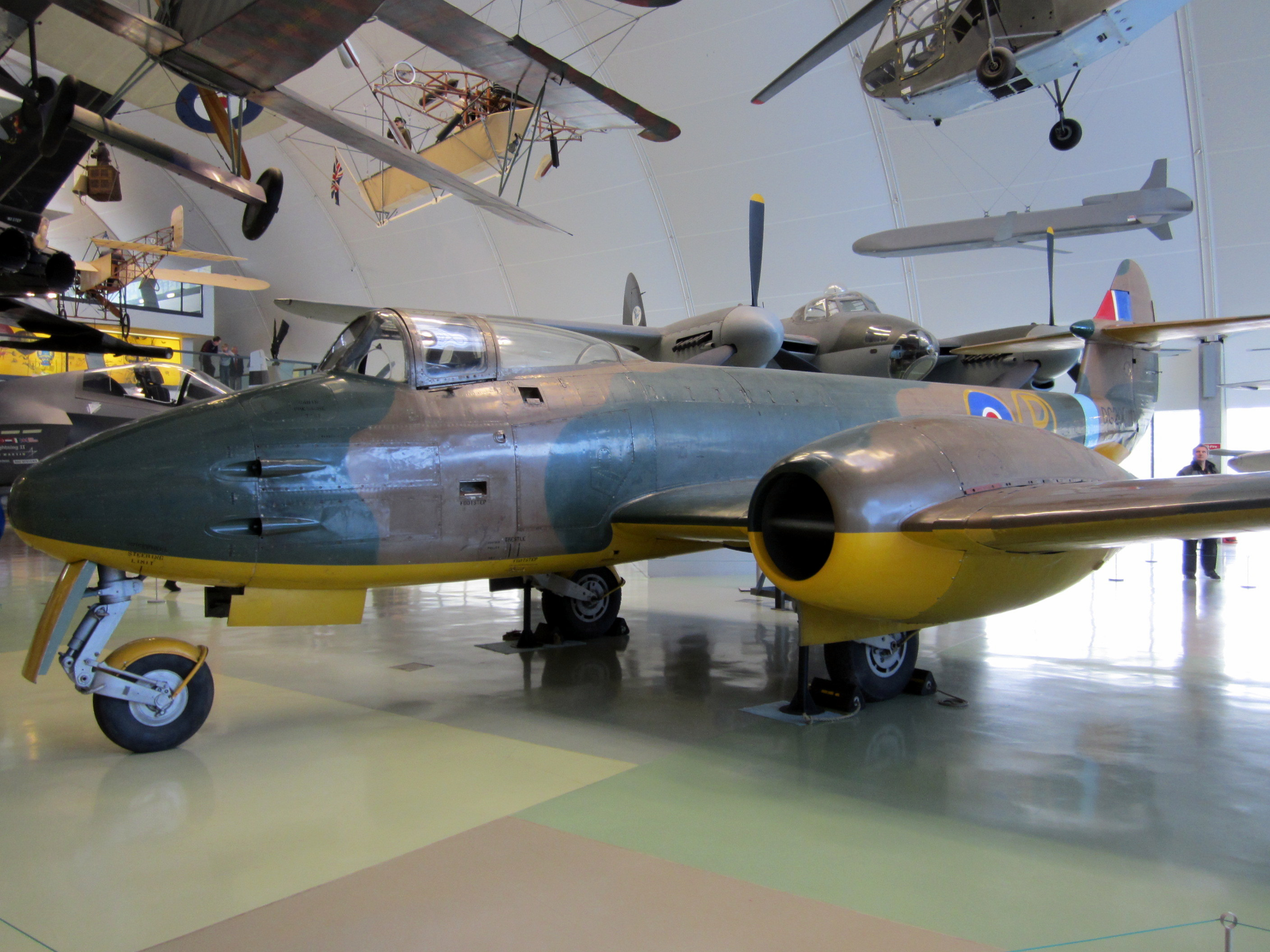
Prototyp Meteoru DG202/G v Royal Air Force Museum v roce 2011.

Spojené království bylo vedle Německa ve 40. letech 20. století ve vývoji proudového pohonu letadel nejdál, za což vděčilo především konstruktéru Franku Whittleovi. Speciální zkušební letoun G.40 Squirt s motorem W.1 vzlétl již v květnu 1941. Jednalo se pouze o experimentální stroj, který však dal základ vzniku proudových letadel. Vývojem vznikla celá řada motorů výrobců Power Jets (výroba Rover), Metropolitan Vickers a de Havilland, která našla uplatnění až v poválečné době. Firma Gloster připravovala nový letoun, který byl později pojmenován jako Meteor, dle specifikace Ministerstva letectví F.9/40 již od srpna 1940.
Pátý z osmi vyrobených prototypů letounu označeného Gloster F.9/40 H Meteor (výr. č. DG206/G) byl zalétán 5. března 1943 na základně RAF Cranwell továrním pilotem Michaelem Dauntem. Pohon zajišťovaly dva proudové motory Halford H.1 o výkonu až 8,0 kN, které byly později přejmenovány na de Havilland Goblin. První postavený letoun tohoto typu (DG202/G) byl již od 3. července 1942 využíván k pojížděcím zkouškám s motory Whittle W.2B s radiálním (odstředivým) kompresorem s tahem 6,2 kN, který poprvé vzlétl až 24. července 1943 s instalovanými pohonnými jednotkami Whittle W.2B/23 s tahem po 6,8 kN. Původní výroba těchto pohonných jednotek probíhala u firmy Rover, jejichž výrobu začátkem roku 1943 převzal Rolls-Royce.
Od poloviny listopadu 1943 započaly zkoušky třetího prototypu DG204/G s dvojicí motorů F.2 společnosti Metropolitan-Vickers s axiálním (osovým) kompresorem s tahem po 8,0 kN.
První stroje malé série v počtu 15 kusů Gloster Meteor F Mk.I. létaly s motory Rolls-Royce Welland (W.2B/23C). Tyto stroje však dosahovaly rychlosti pouze 656 km/h, takže nepřekonávaly nejlepší letouny s pístovými motory. První z nich vzlétl 12. ledna 1944 a již v únoru byl odeslán do USA na základnu Muroc AFB výměnou za proudový Bell P-59 Airacomet, který byl určen pro porovnávací zkoušky ve Farnborough.

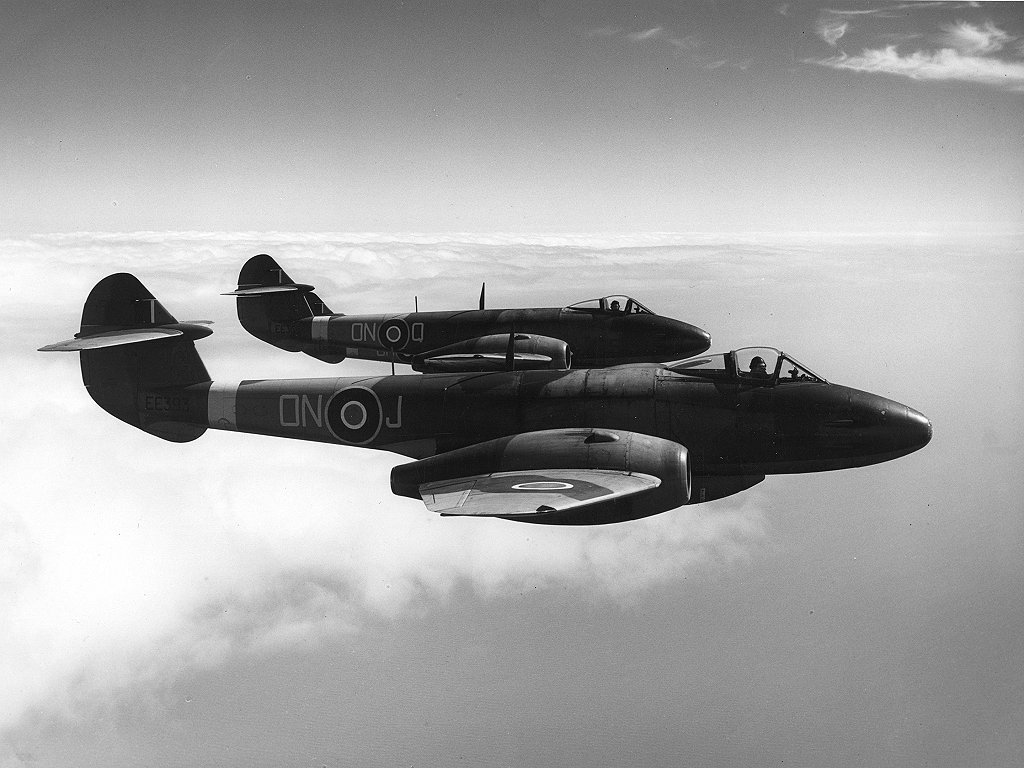
Meteor Mk.III

V září 1944 poprvé vzlétl Meteor F Mk.III, kterého o dva měsíce později následovaly sériové stroje. Tato varianta byla opatřena pozměněným odsouvacím krytem kabiny, který umožňoval lepší výhled do všech stran. Prvních 15 sériových Mk.III bylo poháněno motory Welland I, od šestnáctého stroje firma Gloster instalovala nové motory Rolls-Royce Derwent I o tahu 8,9 kN. Nová verze měla rovněž zvětšeny palivové nádrže a konstrukce letounu byla zesílena. Celková produkce, ukončená v roce 1947, dosáhla počtu 280 kusů.
V roce 1945 byla zahájena výroba typu Meteor F Mk.4, který byl zhotoven v počtu 535 exemplářů. Mk.4 dostaly po dvou výkonnějších motorech Derwent V s tahem po 15,5 kN, které byly instalovány v prodloužených motorových gondolách. První Mk.4 vzlétl v červenci roku 1945.
Po válce byla dvojice strojů Meteor F Mk.4, upravená z typu Mk.III, vybrána k překonání světového rychlostního rekordu, který od roku 1939 držel Messerschmitt Me 209-II s pilotem Fritzem Wendelem. Z letounů byla odstraněna hlavňová výzbroj, výstřelné otvory byly zakrytovány a motory byly vyladěny na tah 16,03 kN po dobu tří minut. 7. listopadu 1945 Group Captain H. Wilson dosáhl v průběhu čtyř nízkých průletů nad měřenou tratí v Herne Bay průměrné rychlosti 975,24 km/h a získal tak absolutní světový rekord pro Velkou Británii. K překonání tohoto světového rekordu došlo 7. září 1946 s ještě rozsáhleji upraveným strojem Meteor Mk.4, na kterém G/Cpt „Teddy“ Donaldson dosáhl rychlosti 991,33 km/h.
Sériové „čtyřky“ přicházely k jednotkám RAF koncem roku 1947.
Výrobní série čísel RA473 až RA493 verze F Mk.4 byla určena pro pokusné a vývojové účely. S Meteorem sériového čísla RA490 se v září 1947 pokračovalo v experimentech s proudovými motory s axiálním kompresorem. Do upravených motorových gondol byla instalována dvojice pohonných jednotek Metro-Vick F.2/4 Beryl s tahem po 17,1 kN, určených pro stíhací létající člun Saunders-Roe SR.A/1. Zkoušky probíhaly krátce, protože při jednom z letů došlo k závadě hydrauliky a následnému nouzovému přistání. Po opravě pak tento Meteor sloužil k prvním experimentům s motory pro budoucí letouny kategorie VTOL. Před předním nosníkem křídla nesl v gondolách motory Rolls-Royce Nene, jejichž výstupní trysky ústil v polovině délky gondol šikmo dolů.
Další z experimentálních Meteorů F Mk.4 (RA491) s podobně upravenými motorovými gondolami a nosníky křídla, létal roku 1949 s pokusnými proudovými motory s axiálními kompresory typu Rolls-Royce Avon RA.2, později RA.3 s tahem po 28 až 33 kN. V roce 1951 byl prodán do Francie, kde u společnosti SNECMA v letovém režimu zkoušel proudové motory SNECMA Atar 101B o tahu 26 kN, také s axiálními kompresory. Při instalaci pohonných jednotek Atar v Británii byl stroj vybaven přídí s kabinou z varianty F Mk.8.
Variantu Mk.4 nahradil v řadové službě Meteor F Mk.8 s prodlouženým trupem a překonstruovaným ovládáním ocasních ploch. Standardně byly vybaveny zdokonalenými motory Derwent a vystřelovacím sedadlem. V Británii se na jeho výrobě podílela kromě firmy Gloster také společnost Armstrong Whitworth, licenční produkce probíhala v Belgii a Nizozemsku. Se 1 183 vyrobenými kusy byl typ Mk.8 nejrozšířenější variantou, která byla počátkem 50. let ve výzbroji 32 pravidelných a 11 záložních perutí. Tato varianta vydržela u frontových denních stíhacích jednotek RAF až do roku 1955.
Posledním experimentálním Meteorem, létajícím pouze s proudovými motory s axiálními kompresory, se roku 1953 stal exemplář F Mk.8 (WA820), který měl v širokých gondolách pod křídlem zabudovány motory Metro-Vick F.9 Sapphire s tahem 34 kN každý. Jejich vývoj a výroba již tehdy probíhala u motorářské firmy Armstrong Siddeley. Takto upravený letoun létal do roku 1954, kdy se stal instruktážním drakem.
V první polovině 50. let pak létal jeden F Mk.8 (WA982) s miniaturními proudovými motory Rolls-Royce Soar, vyvíjenými pro bezpilotní prostředky, pokusně instalovanými na koncích křídla.

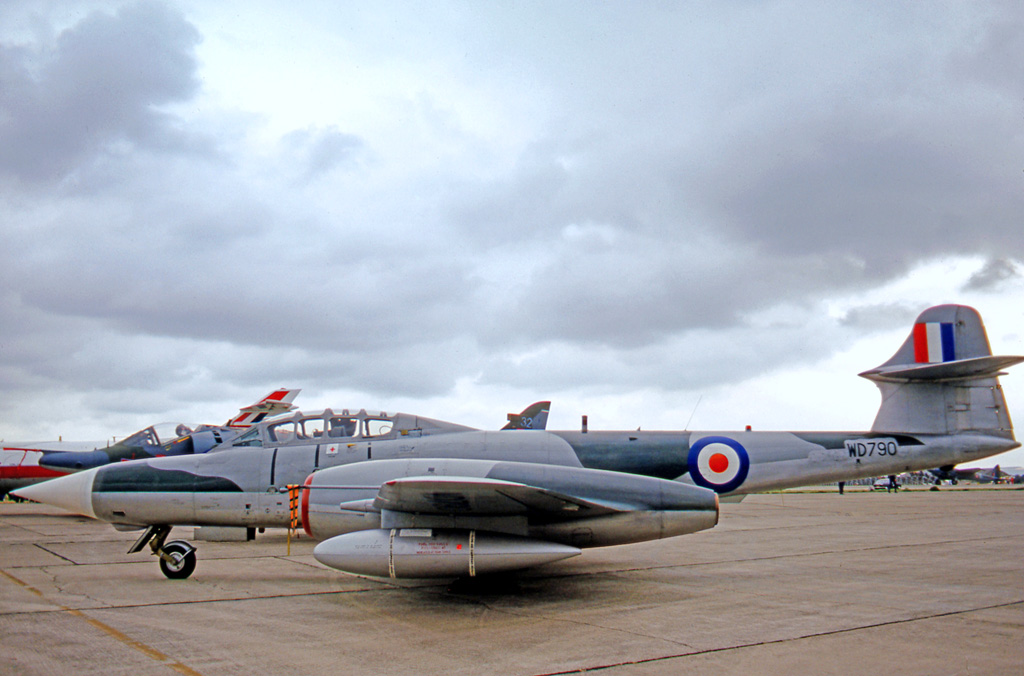
Gloster Meteor NF.11 (WD790)

Kromě denní stíhací verze byla vyvinuta také dvoumístná cvičná varianta Meteor T Mk.7, stíhací průzkumný Meteor FR Mk.9 s fotopřístroji v přídi a dvoumístná verze pro stíhání v noci a za ztížených povětrnostních podmínek Gloster Meteor NF.14 se dvěma motory Rolls-Royce Derwent 8 o tahu po 16,26 kN, vybavená radarem Westinghouse APS-57, v Británii označovaným jako AI.21. Letouny byly rovněž vybaveny vzad odsouvatelným krytem kabiny, který nahradil do strany odklápěný kryt s mnoha výztuhami, převzatý z T Mk.7 a křidélka s pružinovými odlehčovacími ploškami. NF.14 zůstal od svého prvního letu 31. května 1954 v prvoliniové službě RAF do roku 1961, kdy byla 60. peruť na základně Seletar v Singapuru přezbrojena na letouny Gloster Javelin.
Předchůdce závěrečné noční stíhací verze NF.14 tvořily Meteory NF Mk.11, které vznikly pomocí minimálních úprav cvičného provedení T Mk.7 zástavbou radaru AI.10. Ten zabral celou příď letounu a vedl k přemístění čtyř 20 mm kanónů do vnějších částí křídla. První tyto stroje převzala 29. peruť v roce 1951.
Tropikalizací typu NF.11 vznikla varianta NF Mk.13, zatímco NF Mk.12 již nesla v prodloužené přídi radar APS-57.

## Služba

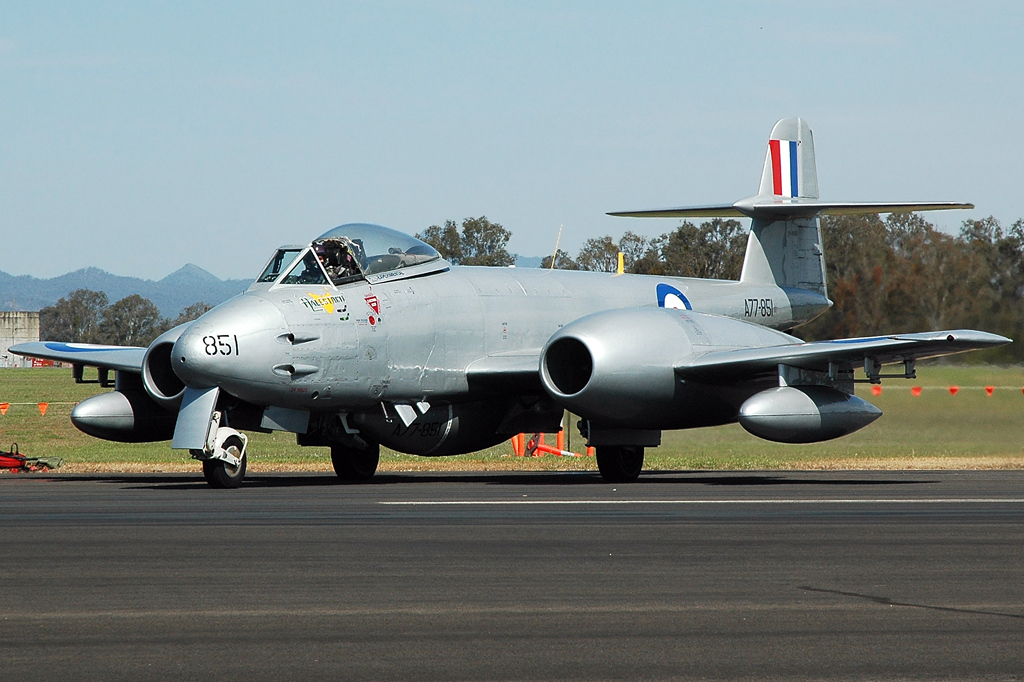
Gloster Meteor (A77-851, „Halestorm“, 77. peruť RAAF

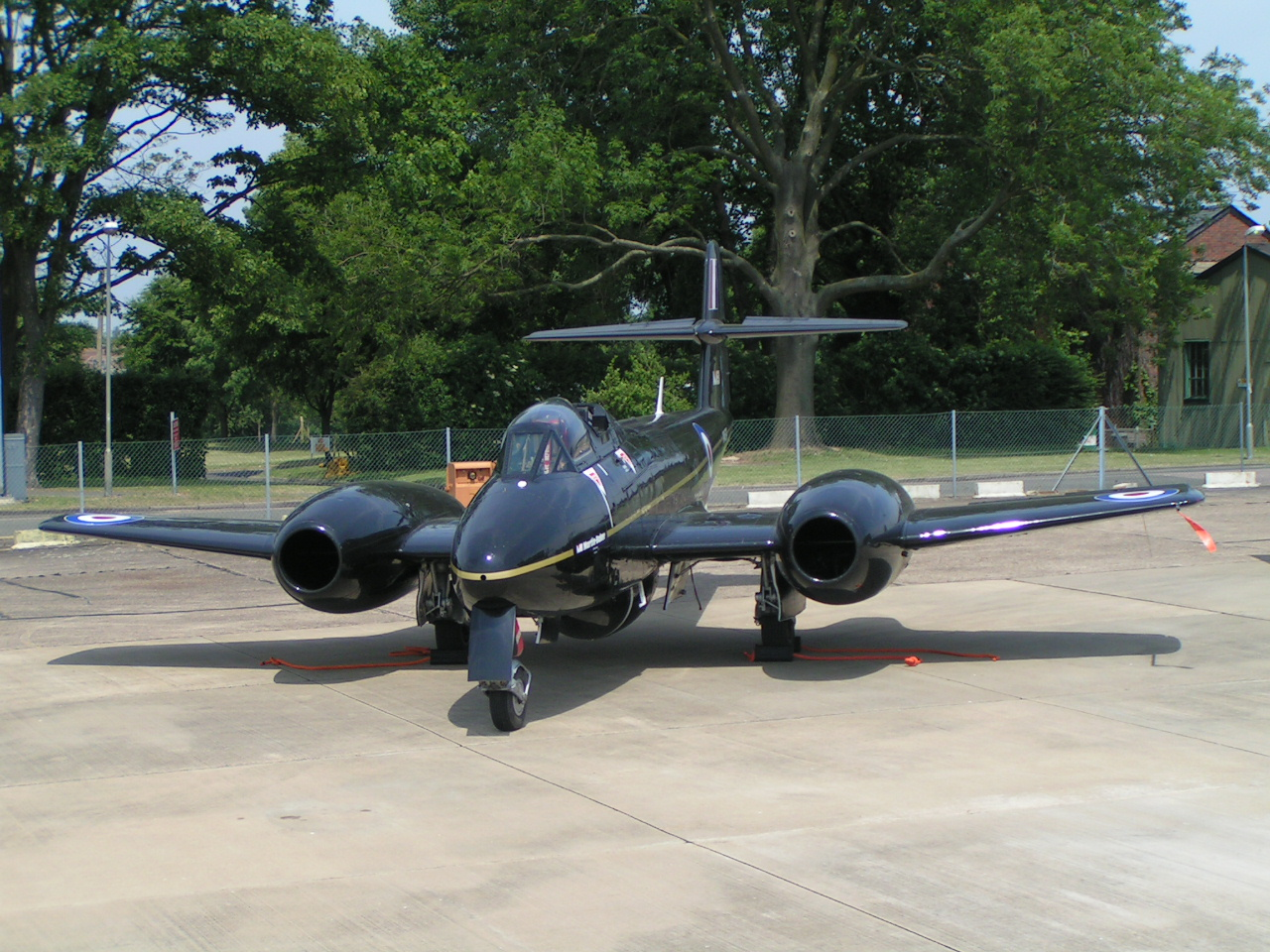
Gloster Meteor (WA638), RAF, Northolt

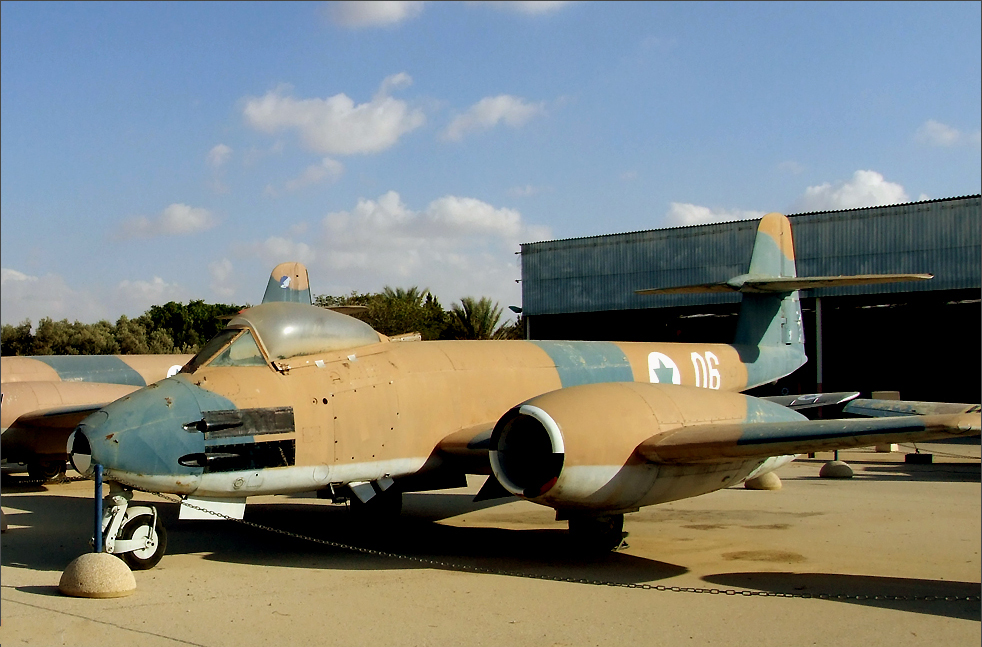
Gloster Meteor, Chel Ha Avir

Proudové stíhací stroje Meteor byly poprvé užity ve 2. světové válce a jen shodou okolností[zdroj?] se nestřetly s německými proudovými stíhačkami.
21. června 1944 zahájilo RAF přezbrojování 616. perutě, která do té doby používala stroje Supermarine Spitfire Mk.IX, na Meteory. První dva nebojové stroje byly určeny k výcviku, které 12. července následovala dodávka pěti plně bojeschopných proudových stíhacích letounů. Byl jimi vyzbrojen jeden roj 616. perutě, sídlící v Manstonu pod velením Wing Commandera Andrewa McDowella, zbývající dva roje používaly nadále Spitfiry. K prvnímu bojovému letu odstartoval Flying Officer Mckenzie 27. července s úkolem hlídkovat nad Kentem proti letounovým střelám Fieseler Fi-103 (V-1). Od tohoto data 616. peruť držela od rána do večera nepřetržitě dvoučlenné hlídky. Jeden hlídkový let první dvojice trval 30 minut, druhá dvojice určená ke střídání čekala na základně v pohotovosti s piloty v kabině. První V-1 na Meteoru zničil 4. srpna 1944 Flying Officer „Dixie“ Dean, když po selhání kanónů odklonil levým koncem křídla letounovou pumu do vývrtky. Ještě téhož dne sestřelil Flying Officer J. Roger V-1 palubními kanóny Hispano. K 15. srpnu byla peruť kompletně přezbrojena na Meteory a téhož večera zaznamenala jednotka první ztrátu. Při pokusu o nouzové přistání na letišti Great Chart u Ashfordu smrtelně havaroval Flight Sergeant D. Gregg. 28. srpna sestřelil třináctou a poslední V-1 na Meteoru 616. perutě Flying Officer Miller.
V říjnu 616. peruť vyslala čtyři Meteory na americkou základnu v Debdenu v hrabství Essex, aby se zúčastnily rozsáhlých bojových zkoušek USAAF. Účelem tohoto cvičení bylo pomoci americkým stíhacím pilotům na letounech North American P-51 Mustang vyvinout taktiku proti německým proudovým strojům Messerschmitt Me 262 a poskytnout střelcům bombardérů praxi v zaměřování rychle letících cílů.
Od prosince roku 1944 začala 616. peruť postupně přebírat modernější Meteory F Mk.III. V únoru 1945 pak jednotka odeslala tři Meteory Mk.III a jeden Mk.I na letiště Melsbroek u Bruselu, kde byly nasazeny v rámci 84. skupiny 2. taktické letecké armády (TAF). 1. dubna se Meteory přemístily z Belgie do Gilze Rijen v Nizozemsku, kde se připojily ke zbytku perutě. Celý útvar se pak znovu přestěhoval 13. dubna na letiště Kluis u Nijmegenu, 20. dubna do Quakenbrucku u Brém a o pět dní později do Fassburgu.
29. dubna jednotka utrpěla další ztrátu při srážce dvou jejích Meteorů s piloty S/Ldr Wattse a F/Sgt Carmella při letu v sevřené formaci. 3. května se 616. peruť přemístila do Lüneburgu, kde ji o dva dny později zastihl rozkaz o zastavení veškerých útočných akcí.
V květnu 1945 přezbrojila na Meteory Mk.III druhá jednotka RAF, 504. peruť se základnou v Colerne. V červenci pak tři Meteory Mk.III obdržela také 541. peruť dálkového průzkumu vyzbrojená Spitfiry PR 19, která byla až v roce 1950 kompletně přezbrojena na vhodnější fotoprůzkumný neozbrojený typ Meteor PR 10.
Meteory spolu s americkými P-80 byly na dobré úrovni a v případě delšího pokračování války by došlo jistě ke konfrontaci s německými stroji.
Gloster Meteor Mk.4 se ukázal jako nadějný stroj v poválečném období, kdy byl dodáván do států jako Argentina, která koupila 100 kusů, Nizozemsko (65), Belgie (48), Dánsko (20), Egypt (12).
Dánské královské letectvo zahájilo výcvik na svých prvních proudových letounech v roce 1947 s britskými letouny Gloster Meteor T.7. V roce 1949 byla založena první operační proudová jednotka Kongelige Danske Flyvevåbnet s Meteory F.4, druhá byla ustavena o rok později s dvacítkou Meteorů F.8. Obě Eskadrillerne byly dislokovány v Kastrupu. Jako nezbytná se brzy ukázala zvláštní jednotka stíhacích letounů pro každé počasí. V listopadu 1952 proto dánské letectvo převzalo první Meteor NF.11, během první poloviny roku 1953 byl dodán zbytek objednaných strojů této verze.
Nejvýznamnějším zahraničním uživatelem se tak stalo argentinské letectvo. Splnění tak velké objednávky představovalo pro výrobce kapacitní problém, který vyřešil zpětným odkupem padesáti strojů z přebytků RAF. Tyto letouny prošly generálkou a staly se součástí dodávky, zbylé stroje byly dodány z výroby.
První letouny začaly přicházet v roce 1947, první argentinská jednotka vyzbrojená tímto typem se zformovala v prosinci téhož roku. Argentinské Meteory se ve výzbroji FAA udržely až do poloviny 80. let.
Meteory F Mk.8 a T Mk.7 byly 77. perutí RAAF použity v Korejské válce, kde s úspěchem bojoval proti sovětským proudovým letounům MiG-15.[zdroj?] Nové Meteory 77. peruť pod velením Dicka Cresswella začala přebírat v květnu 1951, když se s dosavadními letouny Mustang stáhla z Pusanu na základnu Iwakuni. Gloster Meteory dorazily přímo z Británie na letadlové lodi HMS Warrior. Celkové skóre 77. perutě dosáhlo čtyř sestřelů MiGů-15, přičemž poprvé skóroval F/O Bruce Gogerly (A77-15, „Elyana“) 1. prosince 1951 a o poslední se postaral Sgt George Hale 27. března 1953 na F Mk.8 (A77-851) pojmenovaném „Halestorm“.
Bojů se Meteory dočkaly i na Blízkém východě. 20. srpna 1955 zaútočily dva izraelské Meteory nad pouští Negev na čtyři egyptské stíhačky Vampire. Izraelským pilotům se podařilo jeden z egyptských strojů poškodit.
Ráno 1. září 1955 byly čtyři egyptské stroje Vampire spatřeny, jak překročily izraelsko-egyptskou hranici. Izrael proti nim poslal dva Meteory, jeden ve verzi F.8 a druhý FR.9. Po kontaktu s prvním párem nepřátelských stíhaček se kapitán Aaron Yoali přiblížil zezadu k druhé dvojici strojů Vampire a jeden z nich ze vzdálenosti 400 m sestřelil. Yoali, krytý kapitánem Jo'ašem Cidonem, pokračoval v pronásledování druhého egyptského stroje, který se mu také podařilo sestřelit.
V říjnu 1956 se izraelská tajná služba dozvěděla o cestě egyptské vojenské delegace do Sýrie. 28. října se tato delegace, včetně egyptského ministra obrany, měla na letadle Iljušin Il-14 vracet zpět do Egypta. Ve výšce 3 000 m nad Středozemním mořem se k Il-14 přiblížily dvě izraelské stíhačky Meteor NF.13 a egyptské dopravní letadlo sestřelily. Přestože akce proběhla úspěšně, hlavní cíl této mise se dosáhnout nepodařilo. Egyptský ministr obrany se rozhodl si svůj pobyt v Sýrii prodloužit a na palubě sestřeleného letadla se nenacházel.
Za druhé arabsko-izraelské války 31. října 1956 zničily Meteory egyptskou radarovou stanici a 2. listopadu se tyto stroje podílely na dobývání pásma Gazy a zničení 8. palestinské divize.

## Uživatelé

### Vojenští uživatelé
- Argentina
  - Argentinské letectvo
- Austrálie
  - Royal Australian Air Force
- Belgie
  - Belgické letectvo
- Biafra

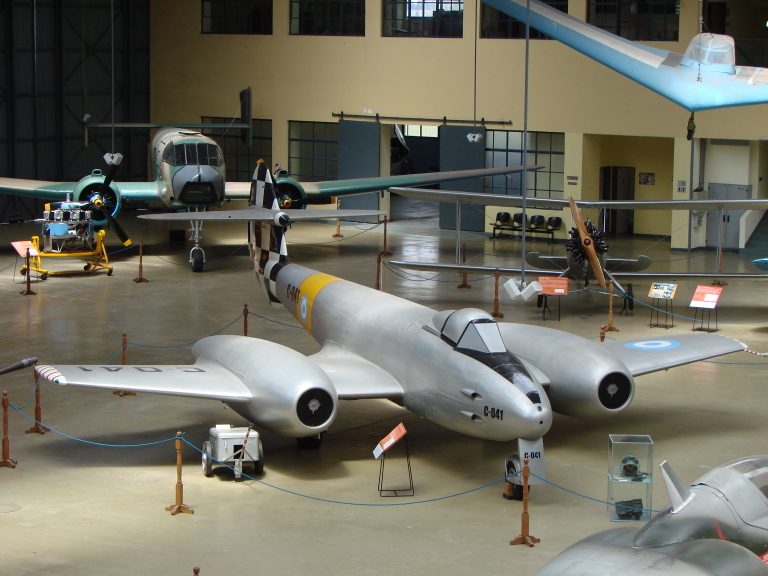
Argentinský Meteor F.4

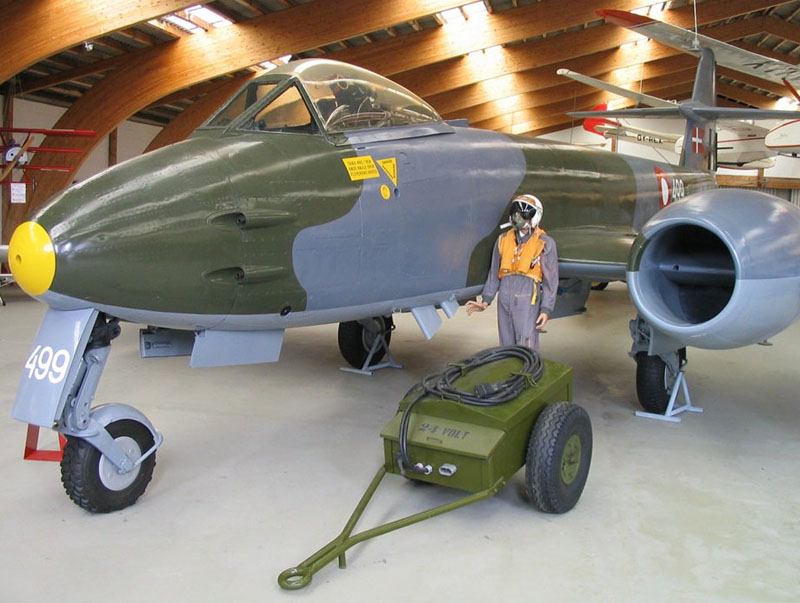
Gloster Meteor dánského letectva v muzeu

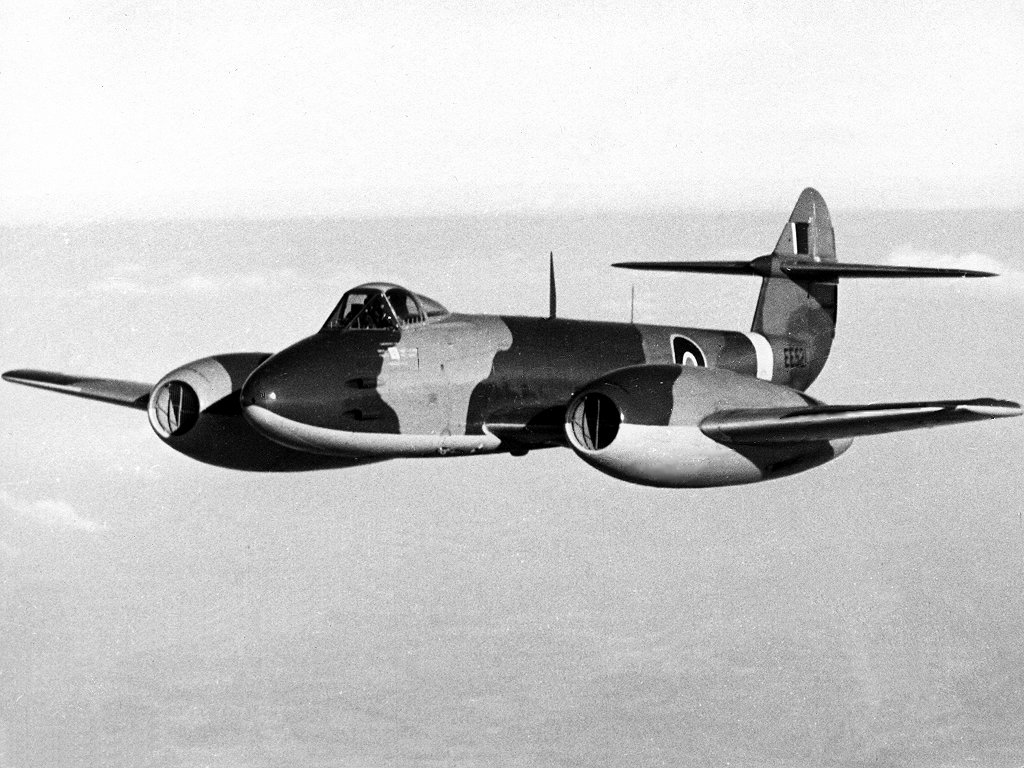
Gloster Meteor F.Mk.III.

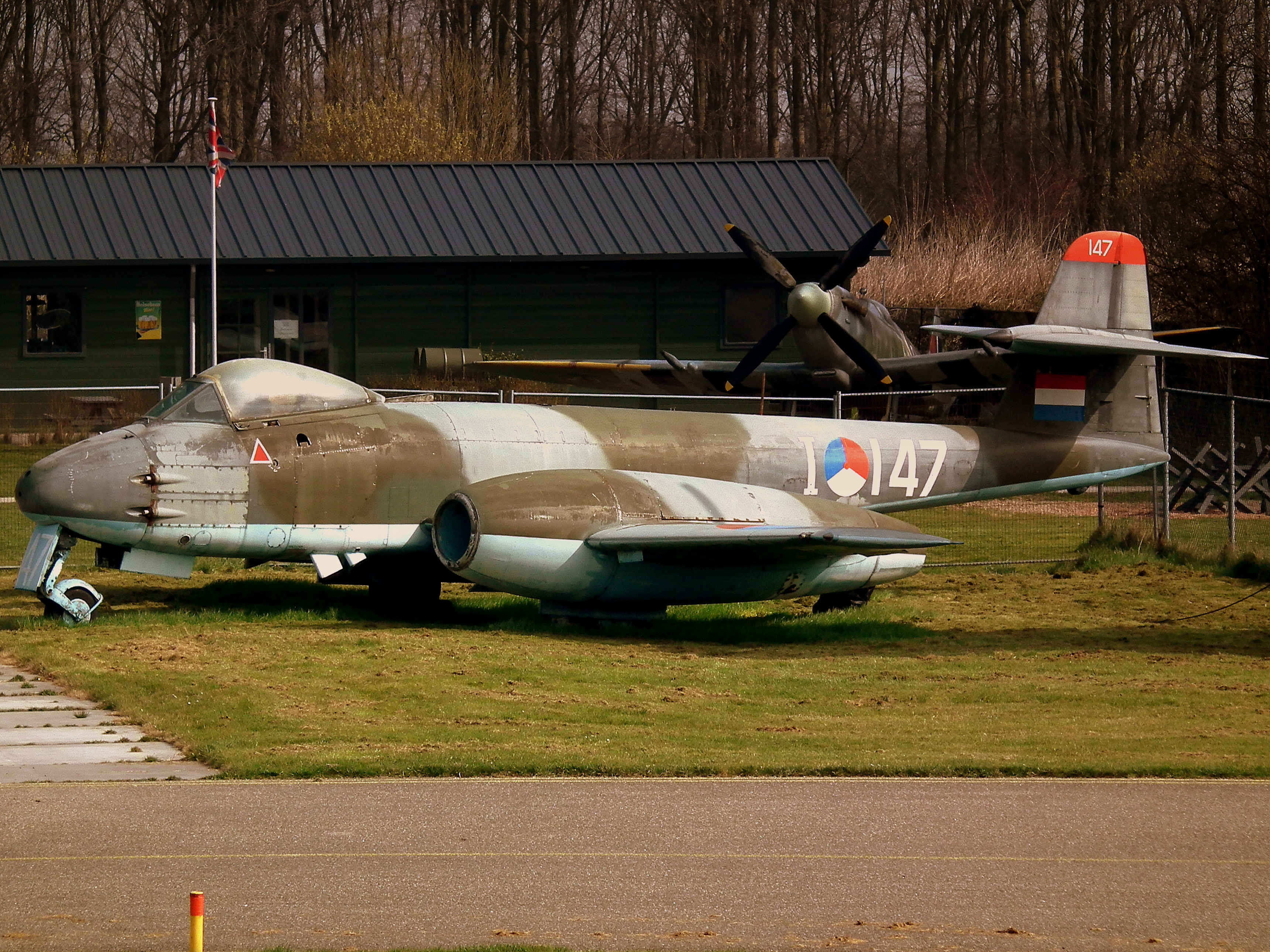
Nizozemský Meteor F.8

  - Biaferské letectvo (zakoupilo 2 Meteory NF.14, které se nepodařilo dopravit do země)
- Brazílie
  - Brazilské letectvo
- Dánsko
  - Dánské královské letectvo
- Egyptské království
  - Egyptské královské letectvo
- Ekvádor
  - Ekvádorské letectvo
- Francie
  - Armée de l'air
- Izrael
  - Izraelské vojenské letectvo
- Jihoafrická unie
  - South African Air Force
- Kanada
  - Royal Canadian Air Force (1 × Meteor F.3, 1 × Meteor T.7 - jen testy)
- Německo
  - Luftwaffe (Meteor TT.20)
- Nizozemsko
  - Nizozemské královské letectvo
  - Nizozemské námořní letectvo
- Norsko
  - Norské královské letectvo
- Nový Zéland
  - Royal New Zealand Air Force
- Sýrie
  - Syrské arabské vzdušné síly
- Spojené království
  - Royal Air Force
  - Fleet Air Arm
- Spojené státy americké
  - United States Army Air Forces (testy 1 kusu F Mk.I)

### Civilní uživatelé
- Spojené království
  - Classic Air Force
  - DERA Llanbedr
  - Flight Refuelling Ltd.
  - Martin-Baker Aircraft Company
- Švédsko

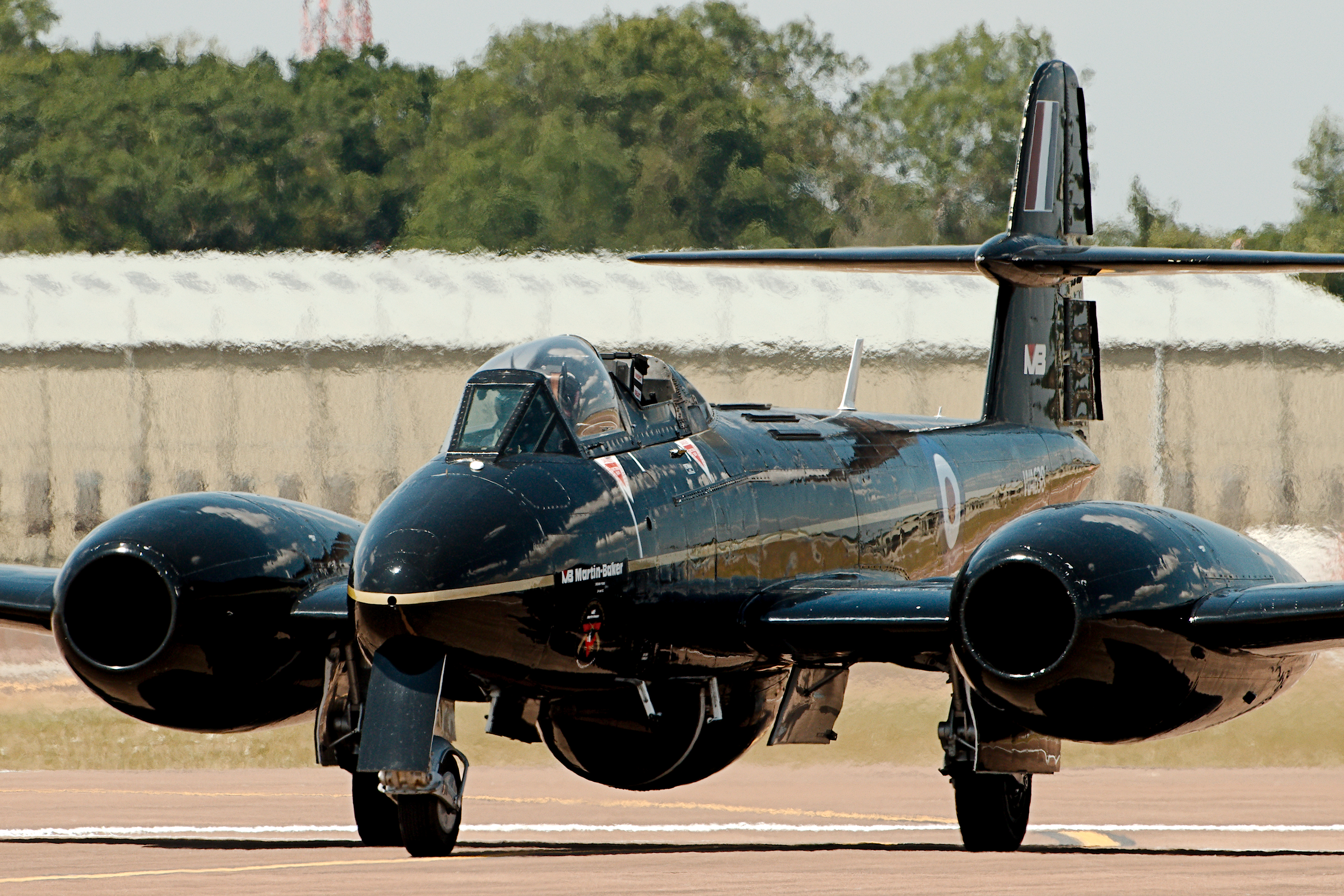
Meteor na RIAT 2018

  - Svensk Flygtjänst AB (3 × Meteor T.7, 4 × Meteor TT.20 užívané jako vlečné)

## Specifikace (F.Mk.III)

Gloster Meteor F.4 - třípohledový nákres

### Technické údaje
- Posádka: 1 (pilot)
- Rozpětí: 13,11 m
- Délka: 12,58 m
- Výška: 3,96 m
- Nosná plocha: 34,74 m²
- Hmotnost vlastního letounu: 4771 kg
- Vzletová hmotnost: 6314 kg
- Pohonná jednotka: 2 × proudový motor Rolls-Royce W.2B/23C

### Výkony
- Rychlost: 768 km/h
- Dostup: 13 100 m
- Dolet: 1610 km

### Výzbroj
- 4 × kanón Hispano Mk. V ráže 20 mm

## Specifikace (NF.Mk.11)

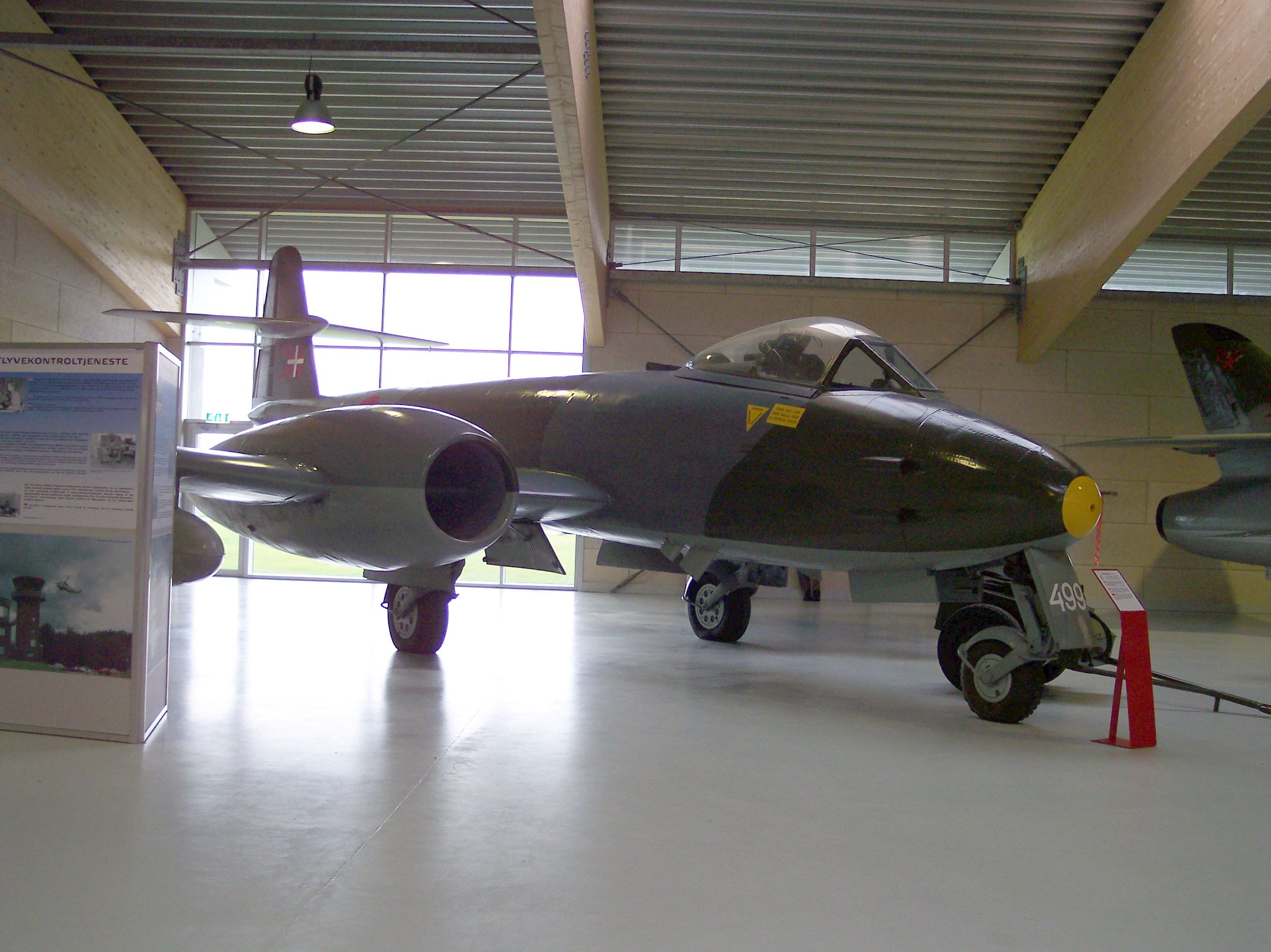
Meteor Mk.VIII

### Technické údaje
- Posádka: 1
- Délka: 14,78 m
- Rozpětí: 13,10 m
- Výška: 3,96 m
- Nosná plocha: 34,40 m²
- Hmotnost prázdného letounu: 6300 kg
- Vzletová hmotnost: 8960 kg
- Pohonná jednotka: 2 × proudový motor Rolls-Royce Derwent 8

### Výkony
- Maximální rychlost: 931 km/h
- Dostup: 13 400 m
- Stoupavost: 28,20 m/s
- Dolet: 1470 km

### Výzbroj
- 4 × kanón ráže 20 mm
- Neřízené rakety